# Feral (filme)
Feral é uma curta-metragem de animação a preto e branco luso-estado-unidense, realizada, escrita e produzida por Daniel Sousa, com a banda sonora composta por Dan Golden e as vozes interpretadas por Elsie McKendry e Brett Tobasky.

## Enredo
Uma criança selvagem é encontrada na floresta e levada para viver na sociedade. Ao sentir-se desconfortável neste novo ambiente, o rapaz tenta se adaptar usando as mesmas estratégias e táticas que o mantinham seguro na natureza.

## Reconhecimentos
| Ano  | Prémios                                                            | Categorias                                                                             | Destinatários e nomeados | Resultado | Referências   |
| ---- | ------------------------------------------------------------------ | -------------------------------------------------------------------------------------- | ------------------------ | --------- | ------------- |
| 2012 | Cinanima                                                           | Prémio RTP2 – Onda Curta                                                               | Feral                    | Venceu    | [ 2 ]         |
| 2012 | Festival de Cinema das Noites Negras de Taline                     | Prémio Sonhos Animados                                                                 | Feral                    | Venceu    | [ 3 ]         |
| 2013 | Anima Mundi                                                        | Melhor filme                                                                           | Feral                    | Venceu    | [ 4 ]         |
| 2013 | Festival de Cinema de Woodstock                                    | Melhor animação                                                                        | Feral                    | Venceu    | [ 5 ]         |
| 2013 | Festival de Cinema de Oak Cliff                                    | Prémio Especial do Júri de melhor curta-metragem de animação                           | Feral                    | Venceu    | [ 6 ]         |
| 2013 | Festival de Cinema de Black Maria                                  | Prémio de Citação do Júri                                                              | Feral                    | Venceu    | [ 7 ]         |
| 2013 | Festival Internacional de Curtas-Metragens de 24fps                | Citação Especial do Júri                                                               | Feral                    | Venceu    | [ 8 ]         |
| 2013 | Multivision: Festival Internacional de Animação de São Petersburgo | Grande Prémio – Filme mais sereno                                                      | Feral                    | Venceu    | [ 9 ]         |
| 2013 | Festival de cinema de animação de Annecy                           | Prémio Júri Jovem de melhor curta-metragem                                             | Feral                    | Venceu    | [ 10 ] [ 11 ] |
| 2013 | Festival de cinema de animação de Annecy                           | Prémio da Federação Internacional de Críticos de Cinema – Menção especial              | Feral                    | Venceu    | [ 10 ] [ 11 ] |
| 2013 | Festival de cinema de animação de Annecy                           | Prémio Festivals Connexion – Região Ródano-Alpes em parceria com a Lumières Numériques | Feral                    | Venceu    | [ 10 ] [ 11 ] |
| 2013 | Festival de cinema de animação de Annecy                           | Cristal de Annecy de melhor curta-metragem                                             | Feral                    | Indicado  | [ 10 ] [ 11 ] |
| 2013 | Festival Sundance de Cinema                                        | Grande Prémio do Júri de melhor curta-metragem                                         | Feral                    | Indicado  | [ 12 ]        |
| 2013 | Festival de Televisão de Sujuão                                    | Panda de Ouro de melhor curta-metragem estrangeira                                     | Feral                    | Indicado  | [ 13 ]        |
| 2014 | 86.º Óscar                                                         | Óscar de melhor curta-metragem de animação                                             | Feral                    | Indicado  | [ 14 ]        |
| 2014 | Festival Internacional de Animação de Hiroxima                     | Grande Prémio                                                                          | Feral                    | Indicado  | [ 15 ]        |